# Melecta sinaitica
Melecta sinaitica är en biart som först beskrevs av Johann Dietrich Alfken 1937.  Melecta sinaitica ingår i släktet sorgbin, och familjen långtungebin. Inga underarter finns listade i Catalogue of Life.